# Damassine
La damassine est l'appellation d'une eau-de-vie AOP fabriquée en Suisse à partir de la prune de variété damassine dans le canton du Jura et principalement en Ajoie,.

## L'eau-de-vie damassine, une transformation des fruits du damassinier
Le damasson est la petite prune produite par le damassinier, un sous-cultivar jurassien du prunier de Damas. Cette petite prune, rose-rouge côté soleil et jaune-orange côté ombre, doit son nom à la ville de Damas (Syrie) d'où son noyau aurait été ramené par les croisés au XIIe siècle. Il faut cependant attendre la toute fin du XVIIIe siècle pour trouver les premiers écrits mentionnant la présence d'un verger de damassiniers à Grandefontaine. Le sol calcaire et le climat de la région sont propices à la pousse du damassinier.
Les damassiniers, ayant un rendement de production modeste et alternant, donnent des fruits tous les deux à trois ans. Le volume de transformation en eau-de-vie peut ainsi quadrupler d'une année à l'autre. Les damassines parvenues à maturité en août ne se cueillent pas. Les arboriculteurs disposent des filets autour de leurs arbres pour amortir la chute des fruits mûrs que l'on ramasse ensuite. Une fois ramassés, les fruits sont mis entiers en tonneau, sans être ni dénoyautés ni broyés. On procède alors à la distillation avec des alambics traditionnels pour obtenir une eau-de-vie qui titre au moins à 40°. Le distillat obtenu à partir du damasson se caractérise par un goût très prononcé de petite prune sauvage, accompagné de notes d'amande amère ainsi que d'herbe coupée et séchée. Enfin, elle doit être vieillie deux à trois ans avant consommation,.
Ces huit dernières années, la fabrication annuelle moyenne de damassine dans la région couverte aujourd'hui par l'AOC s'est élevée à 166 hectolitres d'une teneur en alcool de 42 % du volume.
Le poète Ferenc Rákóczy, qui a grandi au cœur de la Baroche, rend hommage à cet alcool dans son livre Laissez dormir les bêtes.

## Protection commerciale de l'appellation
Depuis les années 90, les associations défendant les droits des producteurs de Damassine ont déposé plusieurs demandes d'appellation d'origine protégée.
L'utilisation commerciale de l'appellation d'origine « damassine » est conditionné, depuis le 16 août 2007, au respect d'un cahier des charges attaché au label « Appellation d'origine contrôlée suisse » enregistré par l'Office fédéral de l'agriculture (OFAG), qui a conclu qu'elle revêt le caractère de dénomination traditionnelle, nécessaire à sa classification comme AOC. Cette décision faisait l'objet d'un recours devant le Tribunal administratif fédéral par un important producteur des hauteurs du Landeron dans le canton de Neuchâtel, Jean-Pierre Murset, qui contestait que l'aire géographique retenue pour l'AOC ne se limite qu'au territoire du canton du Jura. En date du 26 février 2010, le Tribunal fédéral a finalement confirmé la décision de l’Office fédéral de l’agriculture approuvant la demande d’AOC. L’eau de vie à base de damassine restera donc bien l’apanage des producteurs établis sur territoire jurassien uniquement.
Depuis 2012, l'Union européenne reconnaît également l'Appellation d'origine protégée suisse « damassine ».